# أولاد حارتنا
أولاد حارتنا هي رواية من تأليف الكاتب المصري نجيب محفوظ الحائز على جائزة نوبل للآداب عام 1988، وتُعد إحدى أشهر رواياته وكانت إحدى المؤلفات التي تم التنويه بها عند منحه جائزة نوبل. أثارت الرواية جدلًا واسعا منذ نشرها مسلسلة في صفحات جريدة الأهرام وصدرت لأول مرة في كتاب عن دار الآداب ببيروت عام 1962 ولم يتم نشرها في مصر حتى أواخر عام 2006 عن دار الشروق.
لكن هاينمان أعاد بيع حقوقه قبل أسابيع قليلة من حصوله على جائزة نوبل. ومع ذلك، لا يزال لدى Three Continents Press ترخيص للنشر في السوق الأمريكية، وأراد مواصلة النشر في أمريكا، وتجنّب إعادة إطلاق مثل هذا الكتاب المثير للجدل في جميع أنحاء العالم مرة أخرى. لكن عندما رفض بيع حقوق النشر الخاصة به، تم طبع نسخة جديدة من بيتر ثيرو لدوبلداي في القاهرة لإطلاقها بأثر رجعي إلى عام 1959.
كان هذا الكتاب هو الذي أدان نجيب محفوظ من عمر عبد الرحمن في عام 1989. بعدما نال نجيب محفوظ جائزة نوبل في الآداب. وتحديدًا في عام 1994 - بعد يوم من ذكرى الجائزة - تعرض للهجوم والطعن في رقبته من قبل اثنين من المتطرفين خارج منزله في القاهرة. ونجا منه، لكنه عانى من عواقبه حتى وفاته في عام 2006.

## خلفيتها
إن أولاد حارتنا هي أول رواية كتبها نجيب محفوظ بعد ثورة يوليو إذ انتهى من كتابة الثلاثية عام 1952. وبعد حدوث ثورة يوليو رأى أن التغيير الذي كان يسعى إليه من خلال كتاباته قد تحقق فقرر أن يتوقف عن الكتابة الأدبية وعمل ككاتب سيناريو فكتب عدة نصوص للسينما. لكن بعد انقطاع دام خمس سنوات قرر العودة للكتابة الروائية بعد أن رأى أن الثورة قد إنحرفت عن مسارها فكتب أولاد حارتنا التي انتهج فيها أسلوبًا رمزيا يختلف عن أسلوبه الواقعي وقد تحدث عن ذلك في حوار:«.. فهي لم تناقش مشكلة اجتماعية واضحة كما اعتدت في أعمالي قبلها.. بل هي أقرب إلى النظرة الكونية الإنسانية العامة.» ولكن هذه الرواية لا تخلو من خلفية إجتماعية فرغم أنها تستوحي من قصص الأنبياء إلا أن هدفها ليس سرد حياة الانبياء في قالب روائي بل الاستفادة من قصصهم لتصوير توق المجتمع الإنساني للقيم التي سعى الأنبياء لتحقيقها كالعدل والحق والسعادة وتلك هي فالرواية نقد مبطن لبعض ممارسات الثورة وتذكيراً لقادتها بغاية الثورة الأساسية وقد عبر محفوظ عن ذلك بقوله:«فقصة الأنبياء هي الإطار الفني ولكن القصد هو نقد الثورة والنظام الاجتماعي الذي كان قائما.»
الجبلاوي هو رجل يعيش في صحراء المقطم، في شارع يحمل اسمه، في قصره في الحديقة المحاطة بأسوار عالية. يعيش مع أبنائه في قصره، يترك إدارة الممتلكات إلى أدهم بدلاً من ابنه الأكبر إدريس. إدريس، الذي تمرد على والده وطُرد من القصر، يخدع أدهم في الخيانة. خرقًا لوعد والده، طُرد أدهم من زوجته، وقضى حياته في منزل مدمر بالقرب من القصر، في انتظار أن يغفر والده له.
يتكون العمل، الذي تطور حول حياة أبناء وأحفاد أدهم، من خمسة فصول يذكر فيها الشخصيات التي ترمز إلى أنبياء الأديان السماوية.

## تناولها للذات الإلهية والجدل حولها
تعتبر الرواية أكثر جرأةً في تناولها للذات الإلهية فيتحدث بها عن الظلم الإلهي الذي حلّ بالبشر وخصوصًا الضعفاء مما عطّل الصفات الألوهية عند الرب مثل العدل.
هذا أدى إلى أزمة كبيرة منذ أن ابتدأ نشرها مسلسلة في صفحات جريدة الأهرام حيث هاجمها شيوخ الأزهر وطالبوا بوقف نشرها، ولكن محمد حسنين هيكل رئيس تحرير الأهرام حينئذ ساند نجيب محفوظ ورفض وقف نشرها فتم نشر الرواية كاملة على صفحات الأهرام، ولم يتم نشرها كتابا في مصر، فرغم عدم إصدار قرار رسمي بمنع نشرها إلا أنه وبسبب الضجة التي أحدثتها تم الاتفاق بين محفوظ وحسن صبري الخولي -الممثل الشخصي للرئيس الراحل جمال عبد الناصر- بعدم نشر الرواية في مصر إلا بعد أخذ موافقة الأزهر. فطُبعت الرواية في لبنان من إصدار دار الأداب عام 1962 ومنع دخولها إلى مصر رغم أن نسخا مهربة منها وجدت طريقها إلى الأسواق المصرية.
كُفّرَ نجيب محفوظ بسبب هذه الرواية، واتهم بالإلحاد والزندقة، وأُخرج عن الملة، وقُرءت الرواية كما فسر النقاد والشيوخ رموزها وفق قواميسهم ومفرداتهم. حتى أن الشيخ عمر عبد الرحمن قال: - بعد نشر سلمان رشدي «رواية آيات شيطانية» - «أما من ناحية الحكم الإسلامي فسلمان رشدي الكاتب الهندي صاحب آيات شيطانية ومثله نجيب محفوظ مؤلف أولاد حارتنا مرتدان وكل مرتد وكل من يتكلم عن الإسلام بسوء فلابد أن يقتل ولو كنا قتلنا نجيب محفوظ ما كان قد ظهر سلمان رشدي» ويعتقد البعض أن لهذا التصريح علاقة مباشرة مع محاولة اغتيال محفوظ إذ حاول شاب إغتياله بسكين في أكتوبر«تشرين الأول» عام 1994 وقال: «إنهم» قالوا له أن هذا الرجل (محفوظ) مرتد عن الإسلام.
تمت عدة محاولات لنشر الرواية فبعد فوزه بجائزة نوبل أعلنت صحيفة المساء الحكومية القاهرية إعادة نشر الرواية مسلسلة وبعد ما نشرت الحلقة الأولى اعترض محفوظ عليه فتم ايقاف النشر. كما كانت محاولة أخرى بعد محاولة اغتياله عام 1994 نظرا للمناخ المتعاطف معه تحدياً للتيار الأصولي.. فتنافست عدة صحف على نشر «أولاد حارتنا» ما بين صحف حكومية "أخبار اليوم" و"المساء" وأخرى يسارية "الأهالي" لكن نجيب محفوظ عارض النشر وأعلن انه لن يوافق على نشرها إلا بعد حصوله على موافقة الأزهر. وقد صدرت أولاد حارتنا كاملة بعد أيام من الحادث في عدد خاص من "الاهالي" يوم الأحد 30 أكتوبر/تشرين الأول 1994 وأعلن أنه نفد بالكامل.
وعقب نشر الرواية في الاهالي أصدر كتّاب وفنانون بيانا طالبوا فيه بعدم نشر الرواية في مصر بدعوى حماية حقوق المؤلف الذي نجا قبل أيام من الذبح. في حين وصف كتّاب أخرون ذلك البيان بأنه «محزن».
تجدد الجدل حول «أولاد حارتنا» نهاية 2005، حيث أعلنت مؤسسة دار الهلال عن نشر الرواية في سلسلة «روايات الهلال» الشهرية ونشرت الصحف غلافا للرواية التي قالت دار الهلال أنها قيد الطبع حتى لو لم يوافق محفوظ. بحجة أن الإبداع بمرور الوقت يصبح ملكا للشعب لا لصاحبه إلا أن قضية حقوق الملكية الفكرية التي حصلت عليها دار الشروق حالت دون ذلك. وأعلنت دار الشروق مطلع 2006 أنها ستنشر الرواية مقدمة للكاتب الإسلامي أحمد كمال أبو المجد أطلق عليها اسم «شهادة» كانت قد نُشِرت في السابق في صحيفة الأهرام بتاريخ 29 كانون الأول (ديسمبر) 1994 . ونشرت العديد من الصحف نص هذه الشهادة وتم نشر الرواية في مصر في آخر 2006.

## أعمال درامية
- تحولت الرواية إلى مسلسل إذاعي من إنتاج إذاعة صوت العرب، كتبه عبد الرحمن فهمي، والأغاني من تأليف عبد الفتاح مصطفى ووضع الألحان محمود مندور وأدى الأغاني الثلاثي المرح وسيد فرج السيد، وأخرجها حسين أبو المكارم. قام بالتسجيل عبد العال هلال، طلعت وهب، وأحمد حمود. مثل الشخصيات فيها: سميحة أيوب، عبد الله غيث، عبد الرحمن أبو زهرة، محمد رضا، عبد العزيز غنيم، سيد زيان، رجاء أمين، حسني كلو، حمدي حجازي، قدرية عبد القادر، أحمد توفيق، كريمة مختار، توفيق الدقن، علي الغندور، المرسي أبو العباس، ونجيب عبده.

في نهاية عام 2020 اشترى الممثل المصري الشاب عمرو سعد حقوق الرواية من أسرة الأديب المصري الراحل نجيب محفوظ، وأعلن عن تفاوضه في الوقت الحالي مع جهات إنتاج فني عالمية لتحويل الرواية إلى عمل دراميّ للعرض على إحدى المنصات العالمية.

## ملخص الرواية

يحكي لنا أديب نوبل في هذه الرواية عن الجبلاوي، وهو شخص مهيب عظيم الشأن، يسكن قصرًا فارهًا من ثلاثة طوابق يقع أعلى هضبة عالية في وسط صحراء المقطم، التي أنشأ فيها عزبة مترامية الأطراف مليئة بالحدائق الغنّاء، ويتسع ملكه ليشمل الأرض من حول العزبة، والتي يشار إليها باسم «الحارة» وما حولها من وقف يستأجره أهل الحارة من الجبلاوي وأبنائه، للجبلاوي خمسة من الأبناء الذكور هم: إدريس، ورضوان، وعباس، وجليل، وأدهم، والأخير هو الابن الأصغر والأثير لدى الجبلاوي الذي أنجبه من جارية سمراء البشرة، بينما أنجب إخوته الآخرين من امرأة نبيلة من خيرة النساء.

### أدهم
تبدأ القصة عندما قرر الجبلاوي الراحة والتخلي عن إدارة أرض الوقف لأحد أبنائه. فالأرض هي مصدر الحياة لأهل الحارة ومصدر النكبات. لا يجب التحكم في الوقف من جانب واحد، بل يجب استخدامه معًا، لأن العالم وقف الله للبشر. يختار الجبلاوي إبنه الأصغر أدهم كي يمنحه إدارة الوقف لأنه يعرف أسماء المستأجرين كما يعرف طباعهم، ولعلمه بالقراءة والكتابة وقواعد الحساب، فيغضب إدريس ويثور على الجبلاوي ظنًا منه بأنه الأحق بإدارة الوقف من أدهم لأنه الابن الأكبر ولأنه ابن هانم ذات حسب ونسب، فيعاقب الجبلاوي إدريس بالطرد من القصر، وحين يستقر الحال لأدهم يطلب من أبيه أن يزوجه بأميمة، فيفرح الجبلاوي أملًا منه أن ينجب أدهم ذرية صالحة، فبعد طرد إدريس، ولكون عباس وجليل عقيمان، ورضوان لا يعيش له أبناء، لم يتبقى للجبلاوي أملًا في امتداد سوى نسل ابنه أدهم، يتزوج أدهم من أميمة، لا ينسى إدريس حقده القديم على أدهم، ولا يكف عن مضايقته والمجاهرة بالتمرد على الجبلاوي، بارتكاب أفحش الأفعال، وقول أقذع الأقوال، وبمخالفة الشروط العشر التي حددها الجبلاوي (وهي ما فسرت على أنها وصايا الله العشر). وذات مرة يذهب إدريس لأدهم ويغريه بالاطلاع على حجة الوقف التي يخفيها الجبلاوي عنهم جميعًا في صندوق فضي في غرفة يحرم عليهم أن يدخلوها، تحرض أميمة زوجها على فتح الصندوق لسرقة الحجة ومعرفة ما كتب فيها، وحين يشرع أدهم في فتح الصندوق يراه الجبلاوي ويطرده خارج القصر.
يسكن أدهم الحارة حيث يعاني الفقر والفاقة والندم على خطيئته، والحسرة على النعيم الزائل، ويضطر لبيع الخضر لكسب العيش، والسكن في كوخ فقير. تنجب أميمة ولدان هما همام وقدري، الذان يكبران فيقتل أحدهما الآخر بدافع الحقد والغيرة، حين يدعو الجبلاوي همام للعيش معه في البيت الكبير دون أخيه قدري. يتزوج قدري من هند ويأتي أبناءهما، وأحفادهما جبل، ثم رفاعة تباعًا إلى الحارة لتخليص أهلها من تجبر الفتوات الظالمين.

### جبل
يضطهد الناظر وفتواته عائلة حمدان ويقتل أبناءها الذكور، وحين يولد جبل تخفيه أمه في حفرة في الأرض خوفًا عليه من القتل، فتجده زوجة الناظر التي لا تنجب وتربيه في بيت الناظر حتى يكبر ويقتله بعد أن يقابل جده الجبلاوي في البيت الكبير ويأمره بذلك لتخليص الحارة من ظلمه، واستعادتها من الفتوات كي يسودها العدل.

### رفاعة
يموت جبل فتقع الحارة من جديد تحت سيطرة الفتوات المستبدين، فيأمر الجبلاوي رفاعة بالوقوف أمام ظلمهم، يدعو رفاعة الناس إلى الزهد ونبذ الشرور، وأطماع الدنيا فيلتف حوله البعض ويصدقونه، مما يثير غضب الفتوات ليقرروا قتله. إلا أن عائلته لا يجدوا جثته فيتناقل الناس كلامًا مختلفًا عن أن الجبلاوي قد أنقذه من الموت وأخذه ليعيش معه في البيت الكبير.

### قاسم
ينشأ قاسم يتيمًا دمث الخلق في بيت عمه زكريا بحي الجرابيع، ويرعى الغنم لأمرأة ثرية تدعى قمر تطلب منه الزواج، فيتزوجها ويدير شؤونها، وذات مرة يرسل إليه جده الجبلاوي خادمه قنديل ليحضره إليه وحين يقابله فإذ به يأمره بالقضاء على ظلم الفتوات، وإعادة العدل إلى أطناب الحارة. ويبدأ قاسم في دعوة الناس إلى الثورة على الفتوات، ويلتف حوله الجياع والمستضعفين، والمتسولين، وحين يحاول الفتوات قتله يجد قاسم أنه لا مناص من الهرب خارج حي الجرابيع والسكنى في حي جديد مع أصدقاؤه ومن تبعوه، ثم يعود ذات يوم مع أتباعه ويستطيعوا القضاء على الفتوات وناظرهم، فيحكم الحارة ويسود العدل، ويحكم من بعده صادق الذي يسير على خطاه.
يتفرق الناس بعد وفاة صادق فيرى بعضهم أن حسن هو الأحق بإدارة الحارة والوقف لأنه من نسل قاسم، بينما يرفضه البعض، فيُقتل حسن وتتفرق الأحياء ويتناحر أهلها فيما بينهم، يصبح لكل حي فتوته فتسفك الدماء ويجثم عليها الظلم، ويتمنى الناس لو عادت أيام قاسم وصادق مرة أخرى.

### عرفة
يأتي عرفة ليسكن الحارة ويبهر أهلها بما يصنعه من أعاجيب في معمله تشفيهم من كل داء وتحل مشكلاتهم، فيحترمه الجميع بمن فيهم الفتوات والناظر، ويسمع عرفه ما يحكيه الناس عن البيت الكبير، والجبلاوي، وجبل، ورفاعة، وقاسم فلا يصدق حرفًا، فيبحث عن البيت الكبير ويحاول التسلل إيه عبر نفق يصنعه في الأرض، ويقتل الجبلاوي عن طريق الخطأ.
تعيد القصة إنشاء التاريخ المترابط للديانات الإبراهيمية التوحيدية الثلاثة (اليهودية، والمسيحية، والإسلام)، والتي تم تصويرها بشكل رمزي ضد وضع حارة القاهرة الخيالية في القرن التاسع عشر.
ادعى النقاد أن الجبلاوي يمثل الله. ورفض محفوظ ذلك قائلاً إنه يؤيد «فكرة معينة عن الله صنعها الناس» وأنه «لا شيء يمكن أن يمثل الله. الله ليس مثل أي شيء آخر. الله عظيم». تعيد المقاطع الأربعة الأولى، على التوالي، سرد قصص: آدم (أدهم) وكيف فضله الجبلاوي على أبناء الأخير الآخرين، بما في ذلك الشيطان الأكبر / إبليس (إدريس). في الأجيال اللاحقة يسترجع الأبطال حياة موسى عليه السلام (جبل) وعيسى عليه السلام (رفاعة) ومحمد صلى اللّه عليه وسلّم (قاسم). يستقر أتباع كل بطل في أجزاء مختلفة من الزقاق، ويرمزون إلى اليهودية والمسيحية والإسلام. بطل القسم الخامس من الكتاب هو (عرفة)، الذي يرمز إلى العلم الحديث ويأتي بعد الأنبياء، بينما يدعي جميع أتباعهم عرفة كواحد منهم.
مركز المؤامرة هم الفتوة (الأقوياء) الذين يسيطرون على الزقاق ويحصلون على أموال الحماية من الناس. يطيح الأبطال المتعاقبون بالرجال الأقوياء في عصرهم، ولكن في الجيل القادم ينشأ رجال أقوياء جدد والأمور سيئة كما كانت دائمًا. يحاول عرفة استخدام معرفته بالمتفجرات لتدمير الأقوياء، لكن محاولاته لكشف أسرار الجبلاوي تؤدي إلى موت الرجل العجوز (رغم أنه لا يقتله مباشرة). يخمن القائد القوي الحقيقة ويبتز عرفة لمساعدته على أن يصبح ديكتاتور الحارة بأكملها. ينتهي الكتاب، بعد مقتل عرفة، بصديقه يبحث في قمامة عن الكتاب الذي كتب فيه عرفة أسراره. يقول الناس «يجب أن يتوقف الظلم كما يرحل الليل على النهار .. سنرى نهاية الاستبداد وفجر المعجزات».

## ترجمات ودراسات
ترجمت رواية أولاد حارتنا لعدة لغات منها على سبيل المثال الفرنسية والأنجليزية
أمّا بخصوص الدراسات فنذكر على سبيل المثال الدراسة التي قامت بها الدكتورة حفيظة بدر هاجل وخرجت منها بنتائج بعيدة عن ما هو متداول غالبا في الأوساط الجامعية حول هذه الرواية 
الانطباعات
1981، المملكة المتحدة، Heinemann ISBN 0-435-99415-8 التاريخ 1981 (أطفال الجبلاوي).
1988، الولايات المتحدة الأمريكية، مطبعة القارات الثلاث ISBN 0-89410-654-6 تم النشر في أبريل 1981.
1989، إسبانيا، أطفال جيراننا، إد. ألكور، برشلونة، ترجمة «أولاد هاراتي نا»، بقلم فيلايسكوسا.
1990، إسرائيل، عام عوفيد، 3 ترجمة عبرية لديفيد ساغيف كأولاد من منطقتنا.
1996، الولايات المتحدة الأمريكية، Doubleday ISBN 0-385-42094-3، تم نشره في عام 1996 (مثل أطفال الزقاق - ترجمة Theroux).
1997، الولايات المتحدة الأمريكية، مطبعة Passeggata ISBN 0-89410-818-2، تم نشره في عام 1997 (مثل أطفال Gebelaawi - تمت مراجعة نسخة ستيوارت).
2006 ، إسبانيا، أطفال جيراننا، إد مارتينيز روكا، مدريد، ترجمة من العربية.

## ردنجيب محفوظعلى الجدل[15]

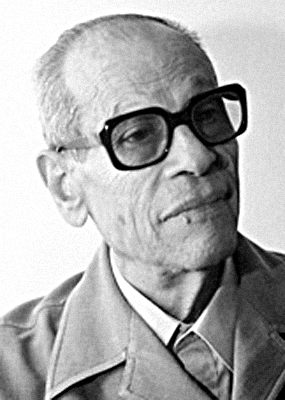
الأديب نجيب محفوظ

- قال نجيب محفوظ في رد له على محمد سليم العوا: " الامر الذي لاشك فيه انني في حياتي لم يأت إلي شك في الله. وإذا كنت قد بدأت افهم الدين فهما خاصا بل اعتقد جازما أنه لانهضة حقيقية في بلد إسلامي إلا من خلال الإسلام.[16]
- رد نجيب محفوظ أيضا على تساؤل وجهه له أحمد كمال أبو المجد " إن أهل مصر الذين أدركناهم، وعشنا معهم ، والذين تحدثت عنهم في كتاباتي كانوا يعيشون الاسلام، دون ضجيج وكلام كثير ..وكانت السماحة وصدق الرأي وأمانة الموقف هي تعبير أهل مصر الواضح عن إسلامهم ولكني أؤكد ضرورة الاخذ بالعلم ، لأن أي شعب لايأخذ بالعلم ولايدبر أموره كلها على أساسه لا يمكن أن يكون له مستقبل بين الشعوب ..إن كتاباتي كلها تتمسك بهذين المحورين : الإسلام الذي هو منبع الخير في امتنا ، والعلم الذي هو اداة التقدم والنهضة في حاظرنا ومستقبلنا.

وفي رواية أولاد حارتنا التي أساء البعض فهمها لم تخرج عن هذه الرؤية . وقد كان المغزى الكبير الذي توجت به أحداثها ..ان الناس حين تخلوا عن الدين ممثلا" بالجبلاوي " وتصورا انهم يستطيعون بالعلم وحده ممثلا في "عرفة" أن يديروا حياتهم على أرضهم ..اكتشفوا أن العلم بغير الدين قد تحول إلى اداة شر ، وسلبهم جريتهم . وان مشكلة أولاد حارتنا أنني كتبتها "رواية" وقرأها بعض الناس كتابا ، والرواية تركيب أدبي فيه الحقيقة وفيه الواقع وفيه الخيال ..وفي ثقافتنا أمثلة كثيرة لهذا اللون من الكتابة ككتاب " كليلة ودمنة " وأنني حريص دائما على أن تقع كتاباتي في الموقع الصحيح لدى الناس ، حتى وإن اختلف بعضهم معي في الرأي .

## وصلات خارجية
- أولاد حارتنا مسلسل إذاعي من البرنامج العام من القاهرة
- نجيب محفوظ مدافعاً عن رواية أولاد حارتنا
- مسرحية رواية أولاد حارتنا
- آراء القراء على موقع أبجد حول رواية أولاد حارتنا
- قراءة صوتية لرواية أولاد حارتنا
- رواية أولاد حارتنا على موقع جود ريدز